# 500 miles d'Indianapolis 2004

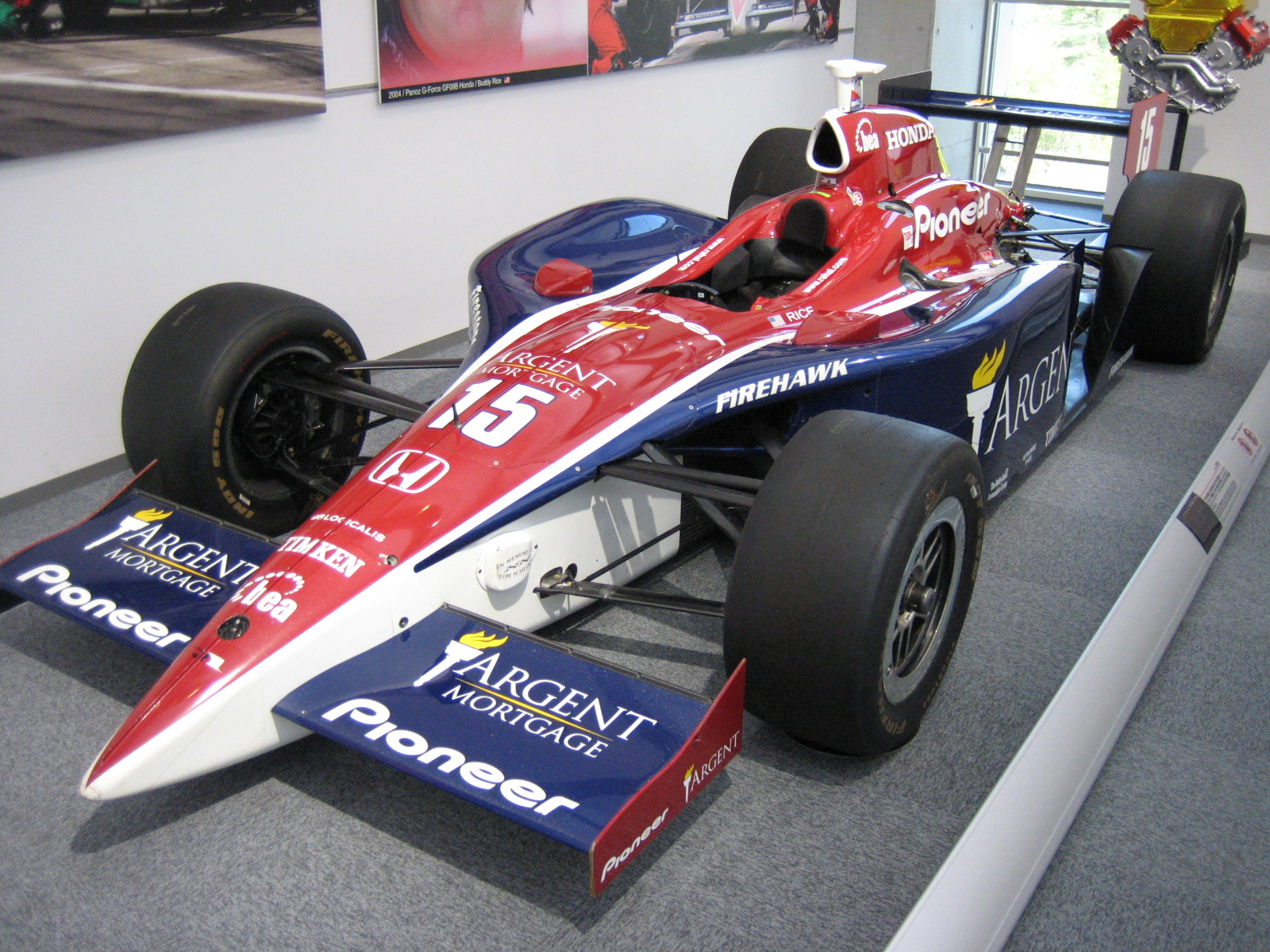
La voiture victorieuse de Buddy Rice.

Les 500 miles d'Indianapolis 2004, disputés le 30 mai 2004 sur l'Indianapolis Motor Speedway, ont été remportés par le pilote américain Buddy Rice sur une Panoz-Honda de l'écurie Rahal-Letterman.

## Grille de départ
| Ligne | Intérieur       | Milieu            | Extérieur        |
| 1     | Buddy Rice      | Dan Wheldon       | Dario Franchitti |
| 2     | Bruno Junqueira | Tony Kanaan       | Adrián Fernández |
| 3     | Vitor Meira     | Hélio Castroneves | Kosuke Matsuura  |
| 4     | Tomas Scheckter | Sam Hornish Jr.   | Roger Yasukawa   |
| 5     | Scott Dixon     | Mark Taylor       | Darren Manning   |
| 6     | Ed Carpenter    | Al Unser Jr.      | Robby Gordon     |
| 7     | Sarah Fisher    | Scott Sharp       | A. J. Foyt IV    |
| 8     | Larry Foyt      | Bryan Herta       | Alex Barron      |
| 9     | Felipe Giaffone | Toranosuke Takagi | Greg Ray         |
| 10    | Buddy Lazier    | Jeff Simmons (en) | Richie Hearn     |
| 11    | P. J. Jones     | Marty Roth        | Robby McGehee    |

La pole a été réalisée par Buddy Rice à la moyenne de 357,313 km/h. Il s'agit également du chrono le plus rapide des qualifications.

## Classement final
| no | Pilote                     | Voiture           | Équipe                          | Tours | Temps/Abandon     |
| 1  | Buddy Rice                 | Panoz-Honda       | Rahal Letterman Racing          | 180   |                   |
| 2  | Tony Kanaan                | Dallara-Honda     | Andretti Green Racing           | 180   |                   |
| 3  | Dan Wheldon                | Dallara-Honda     | Andretti Green Racing           | 180   |                   |
| 4  | Bryan Herta                | Dallara-Honda     | Andretti Green Racing           | 180   |                   |
| 5  | Bruno Junqueira            | Panoz-Honda       | Newman/Haas Racing              | 180   |                   |
| 6  | Vitor Meira                | Panoz-Honda       | Rahal Letterman Racing          | 180   |                   |
| 7  | Adrián Fernández           | Panoz-Honda       | Fernández Racing                | 180   |                   |
| 8  | Scott Dixon                | Panoz-Toyota      | Chip Ganassi Racing             | 180   |                   |
| 9  | Hélio Castroneves          | Dallara-Toyota    | Team Penske                     | 180   |                   |
| 10 | Roger Yasukawa             | Panoz-Honda       | Rahal Letterman Racing          | 180   |                   |
| 11 | Kosuke Matsuura (R)        | Panoz-Honda       | Super Aguri Fernandez Racing    | 180   |                   |
| 12 | Alex Barron                | Dallara-Chevrolet | Team Cheever                    | 180   |                   |
| 13 | Scott Sharp                | Dallara-Toyota    | Kelley Racing                   | 180   |                   |
| 14 | Dario Franchitti           | Dallara-Honda     | Andretti Green Racing           | 180   |                   |
| 15 | Felipe Giaffone            | Dallara-Chevrolet | Dreyer & Reinbold Racing        | 179   |                   |
| 16 | Jeff Simmons (en) (R)      | Dallara-Toyota    | Mo Nunn Racing                  | 179   |                   |
| 17 | Al Unser Jr.               | Dallara-Chevrolet | Patrick Racing                  | 179   |                   |
| 18 | Tomas Scheckter            | Dallara-Chevrolet | Panther Racing                  | 179   |                   |
| 19 | Toranosuke Takagi          | Dallara-Toyota    | Mo Nunn Racing                  | 179   |                   |
| 20 | Richie Hearn               | Panoz-Toyota      | Sam Schmidt Motorsports         | 178   |                   |
| 21 | Sarah Fisher               | Dallara-Toyota    | Kelley Racing                   | 177   |                   |
| 22 | Robby McGehee              | Dallara-Chevrolet | PDM Racing                      | 177   |                   |
| 23 | Buddy Lazier               | Dallara-Chevrolet | Hemelgarn Racing                | 164   | arrivée d'essence |
| 24 | Marty Roth (R)             | Dallara-Toyota    | Roth Racing                     | 128   | accident          |
| 25 | Darren Manning (R)         | Panoz-Toyota      | Chip Ganassi Racing             | 104   | accident          |
| 26 | Sam Hornish Jr.            | Dallara-Toyota    | Team Penske                     | 104   | accident          |
| 27 | Greg Ray                   | Panoz-Honda       | Access Motorsports              | 98    | accident          |
| 28 | P. J. Jones (R)            | Dallara-Chevrolet | CURB/Agajanian/Beck Motorsports | 92    | accident          |
| 29 | Robby Gordon Jaques Lazier | Dallara-Chevrolet | Robby Gordon Motorsports        | 88    | mécanique         |
| 30 | Mark Taylor (R)            | Dallara-Chevrolet | Panther Racing                  | 62    | accident          |
| 31 | Ed Carpenter (R)           | Dallara-Chevrolet | Team Cheever                    | 62    | accident          |
| 32 | Larry Foyt (R)             | Panoz-Toyota      | A. J. Foyt Enterprises          | 54    | accident          |
| 33 | A. J. Foyt IV              | Dallara-Toyota    | A. J. Foyt Enterprises          | 26    | tenue de route    |

Un (R) indique que le pilote était éligible au trophée du "Rookie of the Year" (meilleur débutant de l'année), attribué à Kosuke Matsuura.